# 堀卓馬
堀 卓馬（ほり たくま、1990年5月25日 - ）は、元ラグビーユニオン選手。

## プロフィール
- 福井県出身[1]。
- ポジションはプロップ(PR)。
- 身長 187cm、体重 110kg
- ニックネームはほりちゃん。

## 略歴
2009年、若狭東高校卒業後、流通経済大学に入学する。
2012年、流通経済大学ラグビー部の寮長に就任した。
2013年、流通経済大学卒業後、NECグリーンロケッツに加入。
2014年8月23日に行われたジャパンラグビートップリーグ第1節のクボタスピアーズ戦に途中出場で公式戦初出場を果たす。
2016年、セコムラガッツに加入。